# Sphyrotarsus stackelbergi
Sphyrotarsus stackelbergi är en tvåvingeart som beskrevs av Negrobov 1965. Sphyrotarsus stackelbergi ingår i släktet Sphyrotarsus och familjen styltflugor. Inga underarter finns listade i Catalogue of Life.